# Lardy
Lardy é uma comuna francesa localizada à trinta e oito quilômetros ao sudoeste de Paris, no departamento de Essonne, na região da Ilha de França.
Seus habitantes são chamados de Larziacois.

## Geografia

### Situação
Lardy está localizada a trinta e oito quilômetros ao sudoeste de Paris-Notre-Dame, ponto zero das estradas da França, dezoito quilômetros ao sudoeste de Évry, treze quilômetros a nordeste de Étampes, sete quilômetros a noroeste de La Ferté-Alais, oito quilômetros ao sul de Arpajon, treze quilômetros ao sul de Montlhéry, dezoito quilômetros ao sudoeste de Corbeil-Essonnes, dezenove quilômetros a leste de Dourdan, vinte quilômetros a noroeste de Milly-la-Forêt, vinte e um quilômetros ao sul de Palaiseau.

### Transportes e comunicações

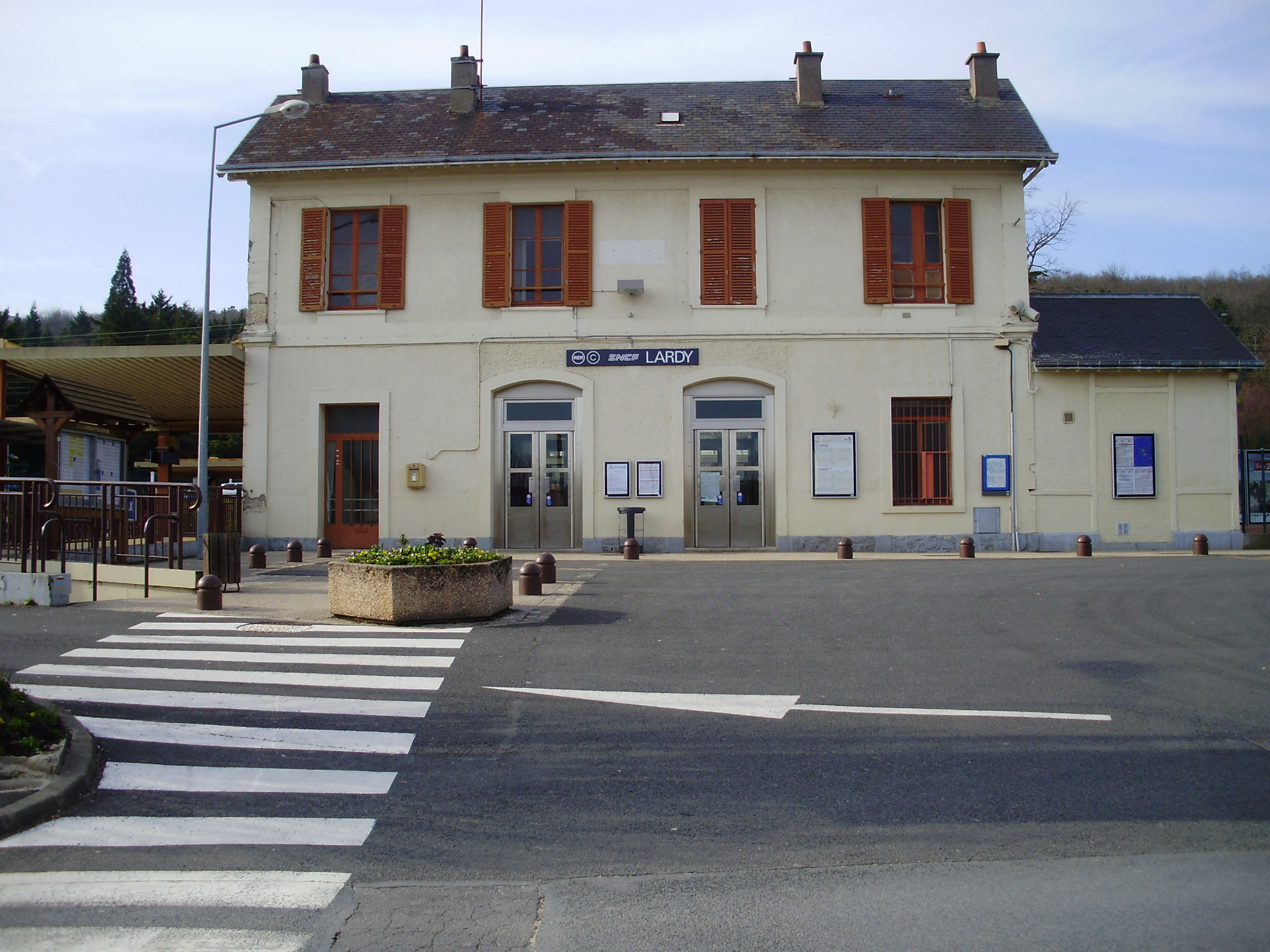
A estação de Lardy.

A comuna tem em seu território a estação de Bouray e a estação de Lardy servidas pela linha C do RER.
Lardy é localizada na interseção das rodovias departamentais D-449, D-17, D 99 e D 146. A Route nationale 20 é acessível a dois quilômetros a oeste da cidade.

## Toponímia
A origem do nome é pouco conhecido, o lugar foi chamado Larziacum e Lardiacum no século XII.
A comuna foi criada em 1793 com o seu nome atual.

## História
Em 2016, as municípios de Lardy e Bouray-sur-Juine têm proposta de se fundir, criando a comuna nova de Mesnil-sur-Juine. O conselho municipal de Lardy rejeitou este projeto na sua reunião de dezembro de 2016.

## Política e administração
Até a lei de 10 de julho de 1964, a comuna fazia parte desde a Revolução Francesa do departamento de Sena e Oise. A redistribuição dos antigos departamentos do Sena e de Sena e Oise fez que a comuna agora pertencesse a Essonne como resultado de uma transferência administrativa efetiva em 1 de janeiro de 1968, e ao seu arrondissement de Étampes. Para a eleição dos deputados, ela é parte do terceiro circunscrição da Essonne.
Ele fez parte até o ano de 1967 do Cantão de La Ferté-Alais de Sena e Oise. Em 1967, Lardy é anexada ao Cantão de Étréchy de Essonne, e depois, no quadro do reorganização dos cantões de 2014 na França, a comuna está integrada no Cantão de Arpajon.

## Geminação
Lardy desenvolveu associações de geminação com :
- Les Laurentides (Canadá) localizada a 5 549 km.[18]

## Cultura e patrimônio

### Lugares e monumentos
- O château des Pastoureaux

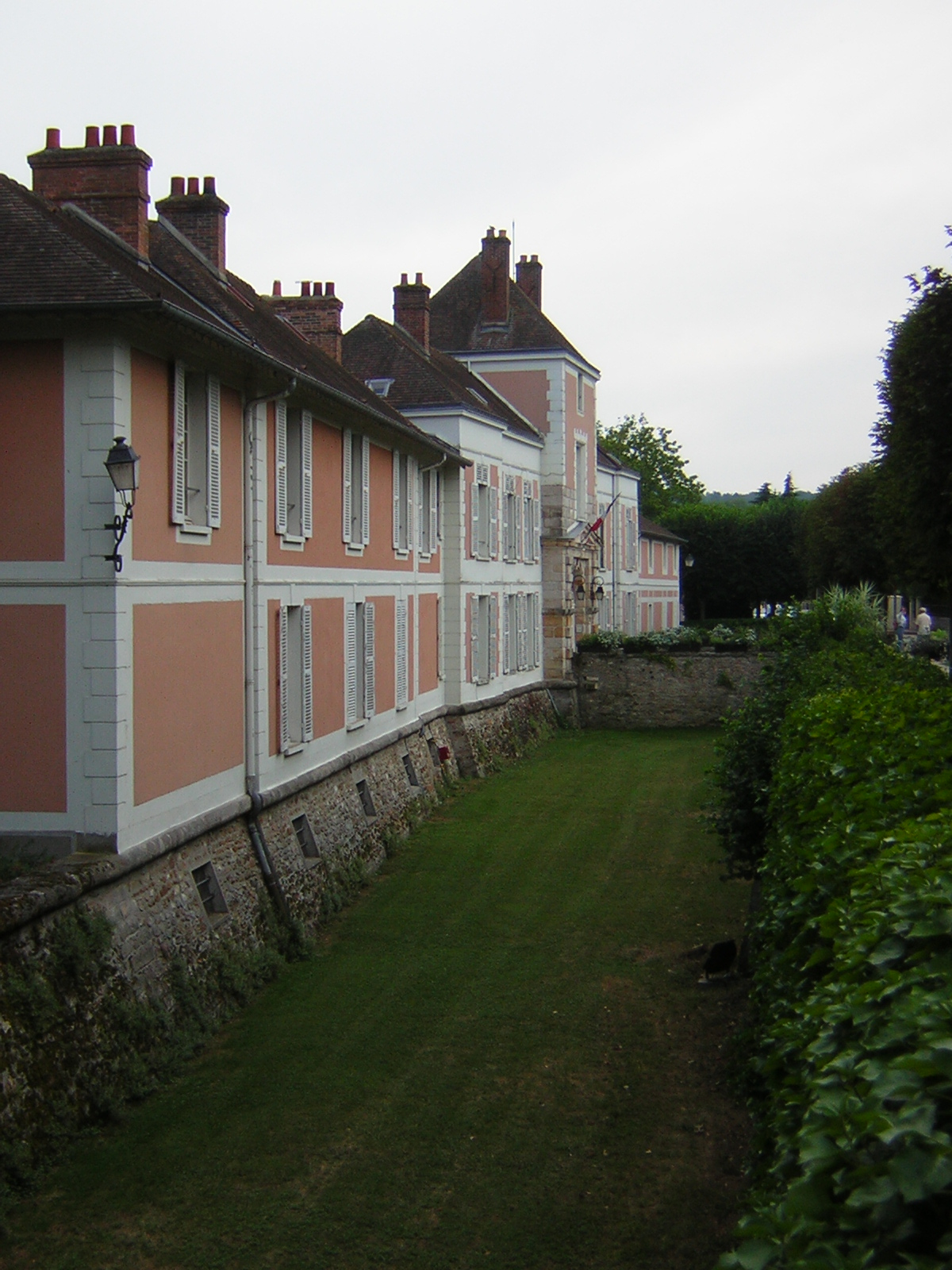
O fosso ao longo da prefeitura

- Um forno de cal do século XVIII foi inscrito nos monumentos históricos em 17 de dezembro de 1996.[19]
- A bacia do parc Boussard construída em 1927 foi inscrita nos monumentos históricos de 7 de abril de 1997.[20]
- A pont de l'Hêtre do século XVIII foi inscrita nos monumentos históricos em 18 de maio de 1926.[21]
- A pont Cornuel da mesma época foi inscrita em 6 de março de 1986.[22]
- O moulin des Scelles dos séculos XV e XVI foi inscrito em 8 de junho de 1926.[23]
- O campanário da igreja Saint-Pierre do século XII foi inscrito em 8 de maio de 1967.[24]

### Patrimônio ambiental
As margens do Juine e a floresta ao norte do território comunal foram identificadas como áreas naturais sensíveis pelo departamento de Essonne.